# König-Albert-Turm (Weinböhla)

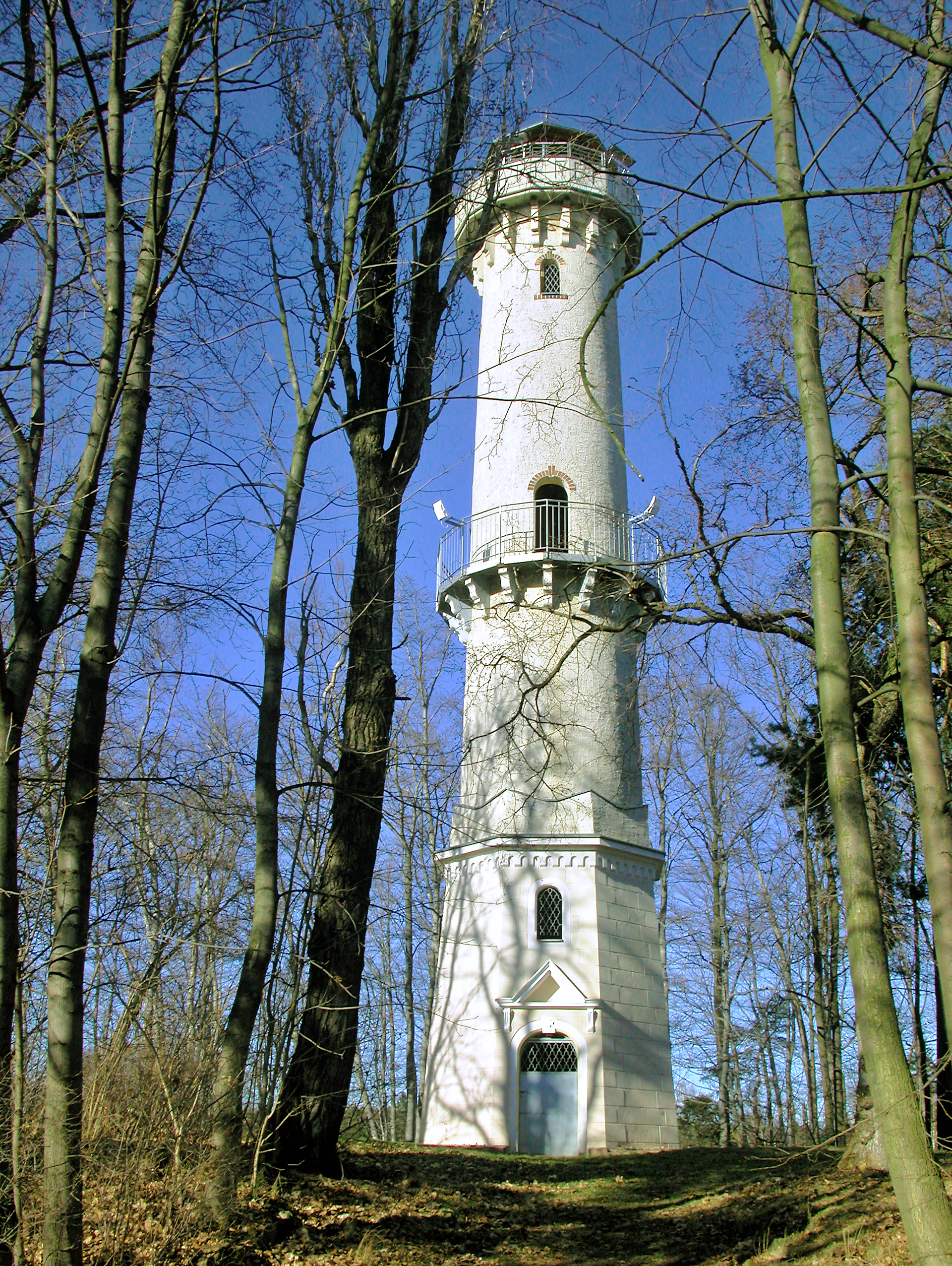
König-Albert-Turm

Der König-Albert-Turm ist ein Aussichtsturm in der Gemeinde Weinböhla im sächsischen Landkreis Meißen.

## Lage und Beschreibung
Der etwa 20 Meter hohe König-Albert-Turm, benannt nach dem sächsischen König Albert, befindet sich auf der Schweizerhöhe in Weinböhla. Die Aussichtsplattform ist über 113 Stufen zu erreichen. Der gründerzeitliche Turm steht als bau- und ortsgeschichtlich bedeutsames Bauwerk unter Denkmalschutz.
Zusammen mit dem Friedensturm und dem Wartturm bildet der König-Albert-Turm das Ensemble der 3 Türme von Weinböhla und gilt als Wahrzeichen der Gemeinde. Die drei Türme sind die letzten erhalten gebliebenen von ehemals 6 Türmen in der Gemeinde.

## Geschichte
Der Gastwirt Carl Schweitzer errichtete 1896 auf der Weinböhlaer Schweizerhöhe ein Parkrestaurant. Als Bedingung für eine Schankgenehmigung erteilte die Gemeinde die Auflage, außer dem Wirtshaus auch einen 15 Meter hohen Aussichtsturm zu erbauen. Die Baukosten für diesen ersten Turm betrugen 5000 Mark und wurden von Schweitzers Schwiegervater, dem Weinböhlaer Kalkbruch-Betreiber Karl Vetter, übernommen. Der Turm wurde im April 1898 fertiggestellt und geweiht. Restaurant und Turm entwickelten sich zu einem beliebten Ausflugsziel, und so wurden auf dem Gelände zusätzlich eine Tanzdiele, eine Rodelbahn, ein Tennisplatz und ein Affengehege errichtet.
Spätestens ab den 1950er Jahren war der Turm dem Verfall preisgegeben und wurde 1979 vorläufig gesichert und geschlossen. Im Jahr 1998 beschloss der Weinböhlaer Gemeinderat die Sanierung des Turms, die im gleichen Jahr begonnen wurde. Im Juli 1999 wurde der neue König-Albert-Turm geweiht.